# Opomyzidae
Famille
Les Opomyzidae sont une famille d'insectes de l'ordre des diptères.
La famille des Opomyzidae est une petite famille qui compte environ 40 espèces regroupées en quatre genres.
Cette famille comprend des espèces phytophages inféodées aux plantes de la famille des Poaceae (graminées).
Certaines espèces sont des ravageurs des cultures de céréales.
Leur cycle biologique, adapté à la phénologie des graminées à cycle automne-printemps, détermine la répartition de cette famille, représentée presque exclusivement dans les régions tempérées de l'hémisphère boréal.

## Liste des genres
Selon Catalogue of Life (1 mars 2013) :
- genre Anomalochaeta
- genre Geomyza
- genre Opomyza
- genre Scelomyza

Selon ITIS (1 mars 2013) :
- genre Heteromydas
- genre Opomydas

## Description
Les adultes, de petites dimensions, au corps mince et allongé, long de 2 à 5 mm, ont une livrée de couleur variable du jaune au brun rougeâtre ou noirâtre.
Les ailes sont en général hyalines, souvent parsemées de taches, mais portent toujours au moins une tache chromatique en correspondance de l'apex.
Le genre monotypique, Anomalochaeta, se caractérise par la coloration brune des ailes, parsemées de taches hyalines diffuses.
La tête est globuleuse, caractérisée par une chétotaxie réduite mais composée de soies particulièrement développées. Une seule paire de soies fronto-orbitales est présente. Elles sont couchées, disposées dans la parte supérieure du front et accompagnées de poils interfrontaux dispersés.
Les soies ocellaires et verticales externes et internes sont longues et robustes, les ocellaires insérées sur les marges antérieures de la plaque ocellaire et dirigées vers l'avant.
Les soies postocellaires, absentes chez les genres les plus représentatifs (Geomyza et Opomyza), sont en revanche présentes et divergentes chez le genre Anomalochaeta.
Les vibrisses proprement dites sont absentes, mais il y a une série de soies sous-vibrissales dont la première paire est particulièrement développée et robuste, simulant une paire de vibrisses (Geomyza).
Les antennes sont courtes, de type aristé, avec un pédicelle portant une soie et une antenne pectinée ou bipectinée chez les espèces du genre Geomyza ou pubescente chez celles du genre  Opomyza.
L'appareil buccal a un  labium (lèvre inférieure) court, avec  des labelles larges et charnus, et des palpes maxillaires moyennement développés.
Le thorax est court mais bien développé en hauteur par rapport au reste du corps.
La chétotaxie est plutôt clairsemée mais composée même dans ce cas de soies particulièrement longues et robustes. Sur les sclérites dorsaux il y a des soies acrosticales courtes, alignées sur 4 à 10 rangées irrégulières, 3 à 4 paires de soies dorso-centrales, présuturales pour la première paire, postsuturales pour les autres, 2 paires de soies scutellaires, les basales plutôt faibles. Le long du bord se trouve une soie humérale, deux soies noto-pleurales, deux soies supra-alaires (une présuturale, une postsuturale), deux  soies post-alaires) (une faible et une robuste). Sur les côtés, le prosternum est poilu,
l'épisternum dorsal est densément poilu près de la suture pleurale et porte une longue et robuste soie, l'épisternum ventral pourvu également d'une robuste soie, l'épimère dorsale a un duvet clairsemé et une soie faible.
Les pattes ont les tibias moyens pourvus de soies longues et robustes sur la face postérieure de l'extrémité distale, tandis que les soies dorsales préapicales sont absentes.
Les ailes, étroite et allongées, sont, en phase de repos, repliées horizontalement sur l'abdomen et réciproquement superposées.
Le lobe anal et l'alula, peu prononcés chez les espèces du genre Opomyza, sont presque totalement absents dans le genre Geomyza.
La nervure costale s'étend jusqu'à la terminaison de la médiane et présente une seule fracture avant la confluence de R1. La subcostale est incomplète et fusionnée avec R1. La radiale se divise en trois branches, avec R1 relativement courte et incurvée, R2+3 et R4+5 longues et plus ou moins convergentes à l'apex de l'aile.
La nervure R1 présente toujours un mucron antérieur à la hauteur de la fracture subcostale. La nervure anale est courte ou totalement absente. Les nervures transverses médianes sont représentées par la radiale médiane, la médio-cubitale discale et la médio-cubitale basale. Cette dernière est incomplète, de ce fait la cellule discale et la seconde basale ne sont pas totalement séparées.
| Schéma de la nervation alaire typique des genres Opomyza et Geomyza. |         |
| Opomyza | Geomyza |
| Légende : Fractures costales : sb : fracture subcostale. Nervures longitudinales : C : costale ; Sc : subcostale ; R : radiale ; M : médiane ; Cu : cubitale ; A : anale. Nervures transverses : h : humérale ; r-m : radio-médiane ; bm-cu : médio-cubitale basale ; dm-cu : médio-cubitale discale. Cellules : dm : discale ; br : 1re basale ; bm : 2e basale ; cup : cellule cup. |         |

L'abdomen est mince et pubescent.
Il se compose de cinq urites apparents chez le mâle, de six chez la femelle. Les urites terminaux de la femelle sont télescopiques.
La larve de couleur blanche, de forme cylindrique et allongée, est apode et acéphale.
Le tégument présente une série de spinules ventrales sur tous les segments thoraciques et abdominaux et des spicules dorsales sur les segments thoraciques et en général sur les premiers segments abdominaux.
La nymphe mesure 3 à 4 mm de long.

## Biologie
Les larves sont phytophages endophytes et se développent à l'intérieur des tiges de plantes herbacées, appartenant le plus souvent à la famille des Poaceae (graminées). Elles causent des dégâts qui entraînent la destruction du point végétatif (symptôme du « cœur mort »).
Les femelles pondent en général un seul œuf par plante, à la base de la tige, et la larve pénètre dans une feuille, migrant vers le centre de  la pousse. Les dégâts se manifestent d'abord sur les feuilles centrales, qui commencent par jaunir avant de mourir.
Le cycle biologique est univoltin ou multivoltin, l'hibernation se faisant au stade œuf ou larve.
Chez les espèces univoltines, la ponte se déroule en automne et la naissance des larves a lieu au printemps (Opomyza florum) ou entre l'automne et le printemps (Opomyza germinationis et Opomyza petrei).
Chez les espèces multivoltines, la ponte a lieu selon des schémas plus complexes liés à la dynamique de la phénologie des diverses graminées au cours de l'année.
Le développement de la larve se déroule en général dans un laps de 30 à 40 jours, et, à la fin de son dernier stade de développement, la larve abandonne la plante pour se nymphoser à la surface du sol.
La nymphose dure de 3 à 4 semaines, la date de l'éclosion des adultes varie selon le cycle : chez les espèces univoltines, les adultes naissent à la fin du printemps et au début de l'été, chez les espèces multivoltines, les adultes de la première génération naissent plus ou moins tôt au printemps et ceux des générations suivantes dans le cours de l'été.
Les adultes vivent particulièrement longtemps, leur durée de vie variant de trois à six mois. Ils fréquentent les lieux enherbés, généralement ouverts, comme les prés, les pâtures et les cultures de graminées fourragères et céréalières.
On les rencontre moins fréquemment dans les sous-bois herbeux ou à leurs marges.
Leur comportement serait complexe du fait qu'une partie de leur vie se déroulerait sur la végétation arbustive et le reste sur la végétation herbacée.
Une femelle pond environ 40 œufs dans un laps de deux mois.

## Espèces d'Opomyzidae importantes en  agriculture
Seules quelques espèces d'Opomyzidae causent des dégâts notables en agriculture :  les plus importantes sont Opomyza florum, Opomyza germinationis et Opomyza petrei dans le genre Opomyza, et Geomyza balachowskyi, Geomyza combinata et Geomyza tripunctata dans le genre Geomyza.

### GenreOpomyza

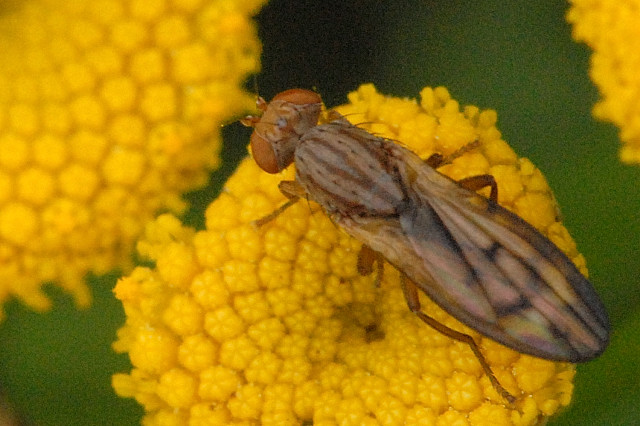
Opomyza germinationis.

L'espèce la plus importante, et celle qui a été le plus étudiée, est Opomyza florum, la mouche jaune des céréales. Étienne Brunel (1998), se référant probablement aux conditions climatiques de l'Europe centrale, indique la chronologie des phases fondamentales du cycle biologique d'Opomyza florum résumée dans le tableau ci-après :
| Phase               | Période          |
| ------------------- | ---------------- |
| Ponte               | octobre-novembre |
| Éclosion des larves | mars-avril       |
| Nymphose            | mai              |
| Éclosion des imagos | juin             |

Les dégâts se manifestent au cours du développement larvaire et, par conséquent, entre avril et mai. Les trois espèces sont polyphages mais toujours inféodées aux graminées, le nombre d'espèces hôtes étant plus grand dans le cas d'Opomyza florum.
Les plantes attaquées sont principalement des graminées spontanées présentes dans les prairies permanentes et dans les pâtures, parmi lesquelles se trouvent d'importantes plantes fourragères  largement cultivées dans les prairies temporaires et dans les herbages, comme la fléole des prés (Phleum pratense), les fétuques (Festuca arundinacea, Festuca pratensis et Festuca rubra), le ray-grass d'Italie (Lolium multiflorum) et le ray-grass anglais (Lolium perenne), le dactyle (Dactylis glomerata), la pâturin des prés (Poa pratensis et d'autres espèces du genre Poa), l'alpiste tubéreux (Phalaris tuberosa), etc.
Opomyza florum est phytophage également aux dépens des céréales d'hiver (froment, orge, avoine, seigle, triticale).
Des attaques sporadiques des céréales d'hiver par Opomyza germinationis ont été signalées en Allemagne dans les années 1970, mais cette espèce et Opomyza petrei sont fondamentalement associées aux graminées spontanées ou fourragères.
La nocivité d'Opomyza florum à l'égard des céréales a fait l'objet de nombreuses enquêtes au cours du XXe siècle et on trouve dans la littérature divers signalements des conditions qui prédisposent les cultures de céréales aux attaques des Opomyzidae.
Les conditions qui favorisent ces attaques ou qui intensifient l'importance des dégâts seraient les semis précoces et la culture dans des zones marginales de montagne et sur des sols pauvres, tandis qu'il semble que l'épandage de fumier ou de lisier réduise les risques d'attaque.
La lutte à l'aide de traitements chimiques spécifiques n'est pas prévue, cependant au cours des années 1980 des essais ont été réalisés et il semble que l'on obtienne de bons résultats avec un traitement automnal à base de deltaméthrine et un traitement hivernal, pendant le tallage, à base d'un ester phosphorique, en l'espèce le triazophos.
Il faut toutefois préciser que, dans les conditions d'exploitation, les traitements préventifs contre ce ravageur ne sont pas rentables. À ce sujet, Pillon (1990) a élaboré des modèles prévisionnels proposant comme seuil d'intervention une densité de 1,25 million d'œufs à l'hectare dans les conditions environnementales de la France septentrionale.

### Genre Geomyza

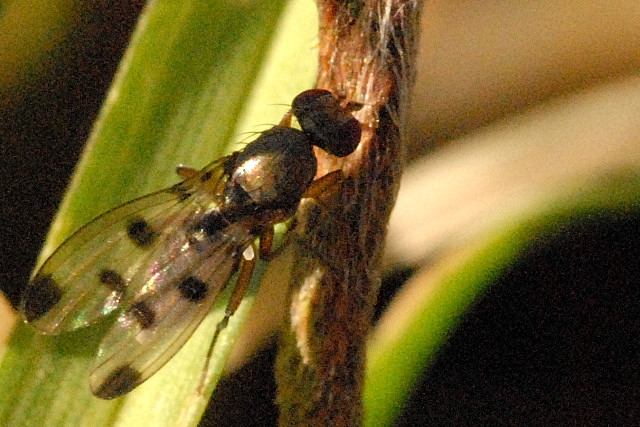
Geomyza tripunctata.

Les espèces de Geomyza importantes en agriculture sont généralement associées à diverses graminées fourragères et seulement en second aux céréales.
Geomyza Balachowski attaque la houlque laineuse (Holcus lanatus) et d'autres espèces du même genre.
Geomyza combinata et Geomyza tripunctata sont associées à diverses espèces des genres Holcus, Festuca, Agrotis, Lolium, etc. et aux céréales d'hiver. Toutefois le comportement de Geomyza tripunctata  constaté en Bretagne est singulier, l'espèce s'est en effet adaptée secondairement à une céréale d'été, le maïs (Zea mays).
La biologie des trois espèces de Geomyza varie selon les relations trophiques entre les insectes et leurs hôtes végétaux. Geomyza balachowskyi, en effet, se révèle nuisible seulement pour les couvertures herbeuses. La première génération larvaire de Geomyza combinata, en revanche, se développe en hiver sur les cultures de blé et sur différentes graminées fourragères, avec l'éclosion des adultes au début du printemps, tandis que la seconde génération larvaire se développe au printemps sur des céréales, avec l'éclosion des adultes en juillet.
Le cycle biologique de Geomyza tripunctata, dont les générations se développent au cours de l'année entière, est plus complexe et plus variable.
Son adaptation secondaire à la phytophagie sur le maïs a suscité l'intérêt de certains auteurs, dans le but d'identifier les conditions favorables aux attaques de cette mouche sur les céréales.
En effet, à la différence des céréales à paille et des graminées fourragères, qui peuvent réagir aux attaques précoces par le tallage, permettant de compenser au moins en partie les dégâts causés avant la levée, le maïs ne talle pas, et la plante attaquée subit un dommage de plus grande ampleur.
Selon les enquêtes réalisées au cours des années 1970 et 1980, le maïs serait davantage prédisposé dans les agrosystèmes dans lesquels la maïsiculture est accompagnée par des cultures diversifiées de céréales et de plantes fourragères : la mouche, en effet, montre une préférence pour les graminées des prairies, exploitant cependant comme sites secondaires les cultures précoces de maïs issues de semis printaniers.
Dans des essais de comparaison entre fertilisation minérale et organique on a en outre constaté que la mouche dirige ses attaques vers les parcelles fertilisées avec du fumier ou du lisier,.
La lutte chimique contre Geomyza tripunctata peut se faire également par des traitements chimiques destinés à lutter contre les larves de taupins (Agriotes spp.) et l'oscinie de l'avoine (Oscinella frit), en utilisant des esters phosphoriques et des carbamates. Cependant le recours à la lutte chimique, dans ces contextes, a l'inconvénient de réduire sévèrement la présence des antagonistes naturels.

## Systématique et phylogenèse
Hennig (1971) reconnut une étroite relation des Opomyzidae avec la petite famille des  Anthomyzidae.
Dans son étude de 1973, il plaçait les deux familles dans le groupe des Anthomyzidea à l'intérieur de la superfamille des Anthomyzoidea.
La position de Hennig est largement partagée par McAlpine qui identifie, pour le clade des Opomyzidae + Anthomyzidae, 14 synapomorphies basées sur les relations trophiques des larves, sur la morphologie des ailes, sur la morphoanatomie des urites génitaux du mâle et certains autres caractères spécifiques.
Dans son schéma taxonomico-phylogénétique, McAlpine rassemble les deux familles dans le groupe des Opomyzinea, rapproché à son tour avec le groupe des Astenioinea dans le cadre de la superfamille des Opomyzoidea :
|             | Asteioinea (six familles)                                   |
|             |                                                             |
| Opomyzoinea | \| \| Anthomyzidae \| \| \| \| \| \| Opomyzidae \| \| \| \| |
|             | \| \| Anthomyzidae \| \| \| \| \| \| Opomyzidae \| \| \| \| |
|             | Anthomyzidae                                                |
|             |                                                             |
|             | Opomyzidae                                                  |
|             |                                                             |

|  | Anthomyzidae |
|  |              |
|  | Opomyzidae   |
|  |              |

|             | Asteioinea (six familles)                                   |
|             |                                                             |
| Opomyzoinea | \| \| Anthomyzidae \| \| \| \| \| \| Opomyzidae \| \| \| \| |
|             | \| \| Anthomyzidae \| \| \| \| \| \| Opomyzidae \| \| \| \| |
|             | Anthomyzidae                                                |
|             |                                                             |
|             | Opomyzidae                                                  |
|             |                                                             |

|  | Anthomyzidae |
|  |              |
|  | Opomyzidae   |
|  |              |

|             | Asteioinea (six familles)                                   |
|             |                                                             |
| Opomyzoinea | \| \| Anthomyzidae \| \| \| \| \| \| Opomyzidae \| \| \| \| |
|             | \| \| Anthomyzidae \| \| \| \| \| \| Opomyzidae \| \| \| \| |
|             | Anthomyzidae                                                |
|             |                                                             |
|             | Opomyzidae                                                  |
|             |                                                             |

|  | Anthomyzidae |
|  |              |
|  | Opomyzidae   |
|  |              |

|             | Asteioinea (six familles)                                   |
|             |                                                             |
| Opomyzoinea | \| \| Anthomyzidae \| \| \| \| \| \| Opomyzidae \| \| \| \| |
|             | \| \| Anthomyzidae \| \| \| \| \| \| Opomyzidae \| \| \| \| |
|             | Anthomyzidae                                                |
|             |                                                             |
|             | Opomyzidae                                                  |
|             |                                                             |

|  | Anthomyzidae |
|  |              |
|  | Opomyzidae   |
|  |              |

Dans le passé, divers auteurs placèrent dans la famille des Opomyzidae, divers genres et familles entières,.
Depuis l'étude des relations phylogénétiques de Hennig et McAlpine, la subdivision de la famille en seulement quatre genres, dont deux sont monotypiques, est largement admise.
Selon cette classification, la famille comprend, en l'état actuel, environ 60 espèces réparties dans quatre genres :
- Anomalochaeta Frey, 1921 : une espèce,
- Geomyza Fallén, 1810 (=Balioptera, Geomyzella, Mutiloptera) : 42 espèces,
- Opomyza Fallén, 1820 : 14 espèces,
- Scelomyza Seguy, 1838 : une espèce.

Selon Vockeroth (1987) et McAlpine (1989), on ne connaitrait aucune espèce fossile appartenant aux Opomyzidae,.
Evenhuis (1994) signale en revanche l'existence de deux espèces fossiles attribuées au genre Opomyza, découvertes toutes les deux dans des sédiments de l'Ologene en Allemagne et décrites par Statz (1940). Les deux fossiles sont également cités dans la BioSystematic Database of World Diptera,,:
- Opomyza pelidua Statz, 1940
- Opomyza venusta Statz, 1940

## Distribution
La famille des Opomyzidae a une répartition principalement paléarctique et est totalement absente des régions australasienne et néotropicale. Les deux tiers des espèces sont présentes exclusivement dans le Paléarctique, cinq sont holarctiques et huit exclusivement néarctiques.
La famille est en outre représentée dans les régions indomalaise et afrotropicale, avec respectivement une et cinq espèces.
Le genre monotypique Scelomyza est exclusif de la région afrotropicale.
En Europe, la famille est représentée par les genres Anomalochaeta, Geomyza et Opomyza. La liste des espèces présente des incohérences entre le catalogue de Fauna Europaea et celui du BioSystematic Database of World Diptera (BDWD). Selon le catalogue de Fauna Europaea, 33 espèces seraient présentes : une du genre Anomalochaeta, 22 du genre Geomyza et 10 du genre Opomyza.
Selon la BioSystematic Database of World Diptera, base de données la plus à jour, le nombre d'espèces européennes serait plus élevé (37). Les incohérences par rapport au catalogue de Fauna Europaea, auquel se réfère également Roháček (2006), sont les suivantes :
- Geomyza breviforceps Hackman, 1958, est indiquée dans le BDWD comme nom valide, tandis qu'elle est traitée comme synonyme de Geomyza majuscula (Loew, 1864) dans Fauna Europaea[17],[18].
- Geomyza combinata (Linnaeus, 1767), largement traitée par Brunel (1998) comme une des espèces d'Opomizidae les plus importantes en agriculture, est signalée dans le BDWD comme nom valide d'une espèce présente en Europe et en Russie[19].

Ce nom n'est cependant pas référencé, pas même comme synonyme, ni dans le catalogue de Fauna Europaea, ni dans celui des Opomyzidae de la République tchèque et de la Slovaquie rédigé par Roháček (2006).
- Geomyza opaca (Dahl, 1912) est signalée dans le BDWD comme nom valide d'une espèce présente en Allemagne[20]. On n'en trouve aucune référence dans les deux listes européennes mentionnées.
- Geomyza consobrina Zetterstedt, 1847, est traitée comme synonyme mineur de Geomyza apicalis dans le BDWD, tandis que dans le catalogue de Fauna Europaea elle est considérée comme une espèce distincte, même si sa présence et sa position taxonomique sont douteuses[21],[22].
- Geomyza hendeli Czerny, 1928, est traitée comme espèce distincte dans le BDWD, comme synonyme mineur de Geomyza apicalis dans Fauna Europaea et dans la liste établie par Roháček[23],[24].
- Geomyza virgata Czerny, 1928, est traitée comme espèce distincte dans le BDWD et comme synonyme mineur de Geomyza apicalis dans les deux listes européennes[23],[25],[26].

En Italie sont signalées cinq espèces du genre Opomyza et sept du genre Geomyza. Toutes les espèces d'Opomyzidae importantes en agriculture indiquées plus haut sont présentes, à l'exception de Geomyza combinata, dont on ne trouve aucune référence. Les cinq espèces sont répandues dans tout le territoire national, du nord jusqu'au îles. On rencontre également une espèce endémique, Opomyza decora, répandue dans le nord et dans la péninsule.